# Dawn Wells
Pour les articles homonymes, voir Wells.
Dawn Elberta Wells est une actrice et productrice américaine née le 18 octobre 1938 à Reno (Nevada) et morte le 30 décembre 2020 à Los Angeles (Californie).

## Biographie

### Mort
Dawn Wells meurt de la COVID-19 à Los Angeles à l'âge de 82 ans le 30 décembre 2020,.

## Filmographie

### comme actrice
- 1963 : Palm Springs Weekend de Norman Taurog : Girl at Police Station
- 1964 : The New Interns : Bobbie
- 1964-1967 : L'Île aux naufragés : Mary Ann Summers
- 1967 : Un curieux voyage, épisode 25 de la série Les Envahisseurs
- 1967 : Les Mystères de l'Ouest (The Wild Wild West), (série TV) - Saison 3, épisode 17, La Nuit du Mannequin (The Night of the Headless Woman), d'Alan Crosland Jr. : Betsy Jeffers
- 1975 : Winterhawk : Clayanna Finley / Narrateur
- 1976 : The Town That Dreaded Sundown : Helen Reed
- 1977 : Return to Boggy Creek : Jolene
- 1978 : Rescue from Gilligan's Island (en) (TV) : Mary Ann Summers
- 1979 : The Castaways on Gilligan's Island (en) (TV) : Mary Ann Summers
- 1981 : The Harlem Globetrotters on Gilligan's Island (en) (TV) : Mary Ann Summers
- 1982 : Gilligan's Planet (série TV) : Mary Ann / Ginger (voix)
- 1983 : High School U.S.A. (TV) : Miss Lorilee Lee
- 1989 : The Princess and the Dwarf
- 1992 : L'élixir du mal (Soulmates) : Lucille Perkins
- 1995 : TV's All Time Favorites (TV) : Hostess
- 1996 : Lover's Knot : Mary Ann
- 2004 : Forever for Now : Sylvia

### comme productrice
- 1997 : Dawn Wells: Reel Adventures (série TV)